# Оней
Оней (исп. Honey) — муниципалитет в Мексике, входит в штат Пуэбла. Население — 7279 человек.

## История
Город основан в 1919 году. До 1993 года город носил название Chila Honey